# Реджис Прогрейс
Реджис Прогрейс (англ. Regis Prograis; нар. 24 січня 1989, Новий Орлеан, Луїзіана) — американський професійний боксер креольського походження, чемпіон світу за версією WBA (2019) та WBC (2022—2023) в першій напівсередній вазі.

## Аматорська кар'єра
Народився в Новому Орлеані, звідки після руйнівного урагану Катріна був змушений разом із сім'єю переїхати до Х'юстона, де і розпочав займатися боксом. Доволі успішно виступав на регіональному рівні, брав участь у кваліфікаційному олімпійському турнірі 2012 року, але не пройшов відбір на Олімпіаду і перейшов до професійного боксу.

## Професіональна кар'єра
28 квітня 2012 року провів у рідному Х'юстоні перший бій на професійному рингу. Протягом 2012—2015 років провів 15 переможних боїв і 11 грудня 2015 року вийшов на бій проти іншого непереможного проспекта Абеля Рамоса (14-0-2, 9КО). Здобувши дострокову перемогу технічним рішенням у восьмому раунді десятираундового бою, Прогрейс завоював вакантний титул чемпіона Північної Америки за версією NABF у першій напівсередній вазі. Канал ESPN назвав Реджиса «проспектом року».

### Прогрейс проти Індонго
Після переходу абсолютного чемпіона Теренса Кроуфорда в наступну вагову категорію і звільнення ним завойованих титулів Світова боксерська рада ухвалила рішення визначити нового чемпіона світу за версією WBC у першій напівсередній вазі в бою Амір Імам — Хосе Карлос Рамірес, а інша пара Реджис Прогрейс — Віктор Постол повинна була визначити «тимчасового» чемпіона і обов'язкового претендента на повноцінний титул. Бій між українським і американським боксерами мав відбутися 9 березня 2018 року, але за місяць до бою Постол травмувався і відмовився від бою. Для Прогрейса терміново підібрали нового суперника — ним став екс-чемпіон світу намібієць Джуліус Індонго.
Індонго непогано розпочав бій, намагаючись тримати Прогрейса на відстані, але Реджис знищив суперника за два неповних раунди. Наприкінці першого раунду американець надіслав намібійця в перший нокдаун, а в другому раунді збивав того з ніг ще тричі, і рефері зупинив бій.

### Прогрейс проти Веласко
14 липня 2018 року Реджис Прогрейс успішно захистив титул «тимчасового» чемпіона, здобувши перемогу технічним нокаутом у восьмому раунді над аргентинцем Хуаном Хосе Веласко. Перемога Прогрейса означала, що він візьме участь у другому сезоні Всесвітньої боксерської суперсерії у першій напівсередній вазі.

### World Boxing Super Series 2018—2019
27 жовтня 2018 року у чвертьфіналі турніру WBSS в Новому Орлеані Прогрейс зустрівся з Террі Фленаганом. Прогрейс у 8 раунді відправив Фленагана у нокдаун і завдав поразки британцю одностайним рішенням суддів.
У півфіналі турніру 27 квітня 2019 року Реджис Прогрейс зустрівся з чемпіоном світу за версією WBA білорусом Кирилом Реліхом. У першому раунді Прогрейс зумів донести жорсткий лівий боковий удар по корпусу Реліха, який опустив білоруса на коліно і вплинув на хід усього поєдинку. Бій завершився перемогою американця технічним нокаутом у шостому раунді. Прогрейс став новим чемпіоном WBA.

#### Прогрейс проти Тейлора
Суперником Прогрейса по фіналу став шотландець Джош Тейлор. У Реджиса були певні фінансові претензії до організаторів турніру, але зрештою була досягнута домовленість, що фінал відбудеться 26 жовтня 2019 року на арені О2 Арена в Лондоні. На кону об'єднавчого поєдинку були титули WBA (Super), IBF та The Ring.
На початку бою невелику перевагу мав Прогрейс, який працював на дистанції, використовуючи швидкість рук. Тейлору поступово вдалося вирівняти хід бою, а потім і перехопити ініціативу. Він нав'язав бій на ближній дистанції, постійно пресингуючи суперника. Після екватору поєдинку Прогрейс на недовго заволодів перевагою, але Тейлор знову активно включився та повернув собі ініціативу. В чемпіонських раундах Прогрейс діяв дещо краще. Судді з рахунком
114—114, 115—113 та 117—112 віддали перемогу британцю. Прогрейс зазнав першої поразки.

#### Прогрейс проти Сепеди
26 листопада 2022 року в Карсоні, Каліфорнія відбувся бій за вакантний титул чемпіона світу за версією WBC у першій напівсередній вазі між Реджисом Прогрейсом і Хосе Сепедою (США). Реджис агресивно провів увесь бій, тиснучи на суперника і переважаючи того у кількості ударів та їх точності. В одинадцятому раунді він влучив потужним хуком зліва, відкинувши Сепеду до канатів, після чого забив його до відмашки рефері. Прогрейс став дворазовим чемпіоном світу.

#### Прогрейс проти Соррільї
17 червня 2023 року Прогрейс провів успішний захист титулу WBC, здобувши перемогу розділеним рішенням у поєдинку проти Даніеліто Соррільї. Бій відбувся у Смуті-Кінг-центрі в Новому Орлеані (штат Луїзіана, США).

#### Прогрейс проти Хейні
9 грудня 2023 року зустрівся в бою з колишнім абсолютним чемпіоном у легкій вазі Девіном Хейні. Поєдинок склався для Реджиса невдало. У третьому раунді він побував у нокдауні, у нього нічого не виходило і за весь бій він завдав лише 36 точних ударів, встановивши антирекорд за 38 років за кількістю результативних ударів у 12-раундовому чемпіонському бою. Хейні здобув перемогу одностайним рішенням суддів і відібрав у Прогрейса титул чемпіона.
26 жовтня 2024 року зустрівся в бою з британцем Джеком Кеттероллом і зазнав третьої поразки. Поєдинок, в якому Прогрейс двічі побував в нокдауні, а Кетеролл — один раз, завершився перемогою британця одностайним рішенням суддів.